# Mogote Colorado
Mogote Colorado är en ort i Mexiko.   Den ligger i kommunen Santiago Ayuquililla och delstaten Oaxaca, i den sydöstra delen av landet, 210 km sydost om huvudstaden Mexico City. Mogote Colorado ligger 1 701 meter över havet och antalet invånare är 303.
Terrängen runt Mogote Colorado är kuperad. Runt Mogote Colorado är det ganska tätbefolkat, med 96 invånare per kvadratkilometer. Närmaste större samhälle är Petlalcingo, 19,6 km norr om Mogote Colorado. I omgivningarna runt Mogote Colorado växer huvudsakligen savannskog.